# تامارا پطروسیان
تامارا والری پطروسیان (ارمنی: Թամարա Վալերիի Պետրոսյան؛  ۱۸ اوت ۱۹۸۶) یک بازیگر اهل ارمنستان است. وی بین سال‌های - تا - میلادی فعالیت می‌کرد.

## زندگی‌نامه
وی در در استپاناکرت به دنیا آمد و از دانشگاه دولتی آرتساخ فارغ‌التحصیل شد. 